# Uralerpeton tverdochlebovae
Uralerpeton tverdochlebovae è un tetrapode estinto appartenente ai croniosuchi. Visse nel Permiano superiore (circa 255 - 253 milioni di anni fa) e i suoi resti fossili sono stati ritrovati in Russia.

## Descrizione
Questo animale, benché noto attraverso resti molto incompleti, doveva assomigliare a un coccodrillo. Il cranio era lungo circa 50 - 55 centimetri, e l'animale intero doveva raggiungere i 3 metri di lunghezza. Uralerpeton possedeva un lungo muso dotato di denti aguzzi e conici, orbite elevate sulla superficie del cranio e finestre antorbitali lunghe e strette anteriormente. Le narici erano piccole, al contrario di forme simili come Chroniosaurus e Chroniosuchus. Il corpo era ricoperto da un'armatura composta da osteodermi finemente scolpiti da piccoli fori, piuttosto stretti, la cui lunghezza superava l'ampiezza; il processo ventrale di ogni osteoderma era fuso con la spina neurale vertebrale. 

## Classificazione
Uralerpeton tverdochlebovae venne descritto per la prima volta nel 1998, sulla base di fossili frammentari ritrovati nella zona del fiume Klyazma in Russia. Questo animale appartiene ai croniosuchi, un gruppo enigmatico di tetrapodi dotati di corazze dorsali e di finestre antorbitali, forse facenti parte dei rettiliomorfi. Sembra che Uralerpeton fosse l'elemento terminale di una linea evolutiva iniziata con Chroniosaurus e proseguita con Jarilinus e Chroniosuchus; Uralerpeton era grande circa il doppio degli esemplari più grandi dei suoi parenti e alcune caratteristiche del cranio e degli osteodermi indicano che era una forma specializzata.